# Rosa cymosa
Rosa cymosa är en rosväxtart som beskrevs av Leopold Trattinnick. Rosa cymosa ingår i släktet rosor, och familjen rosväxter.

## Underarter
Arten delas in i följande underarter:
- R. c. dapanshanensis
- R. c. puberula

## Bildgalleri

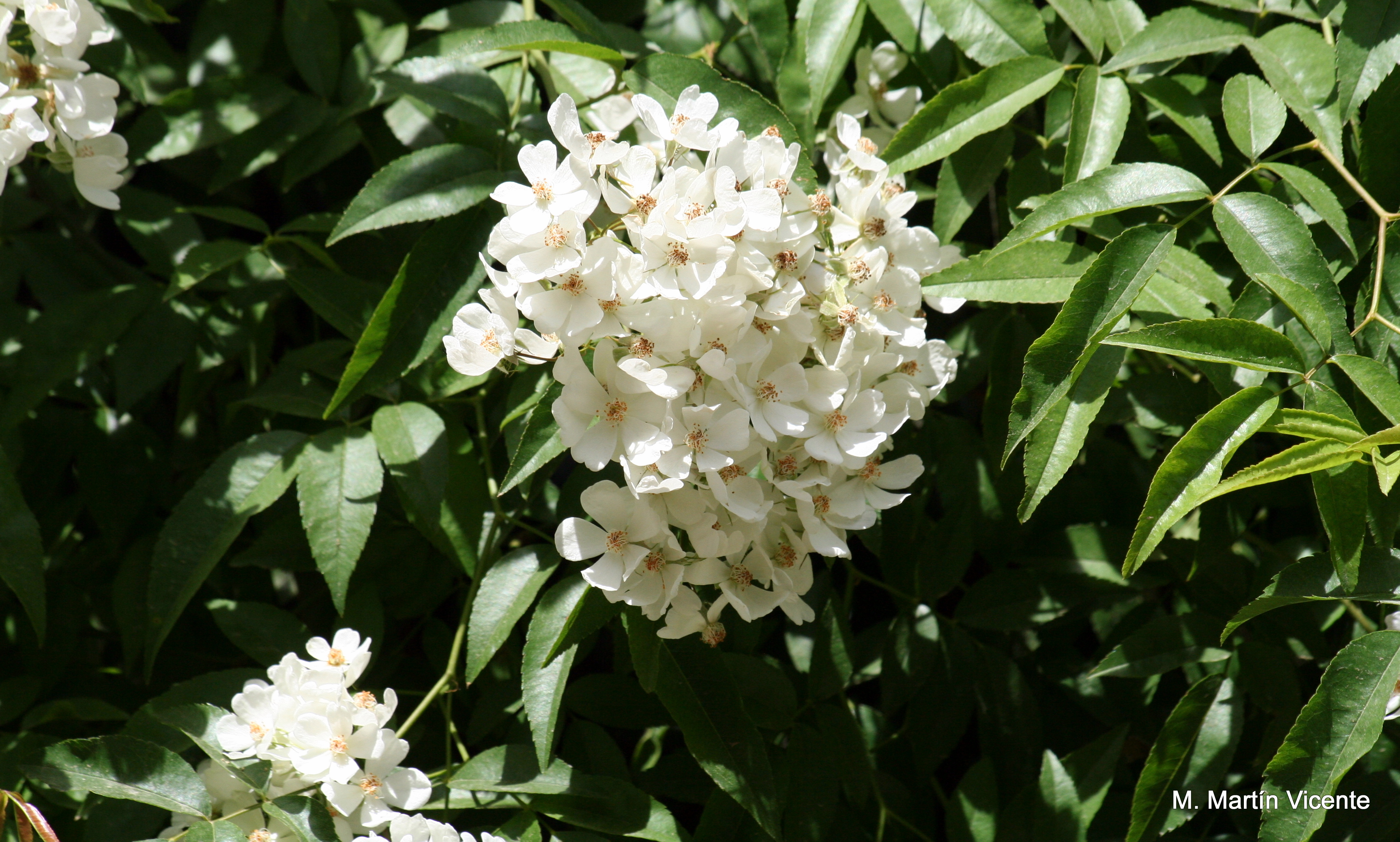
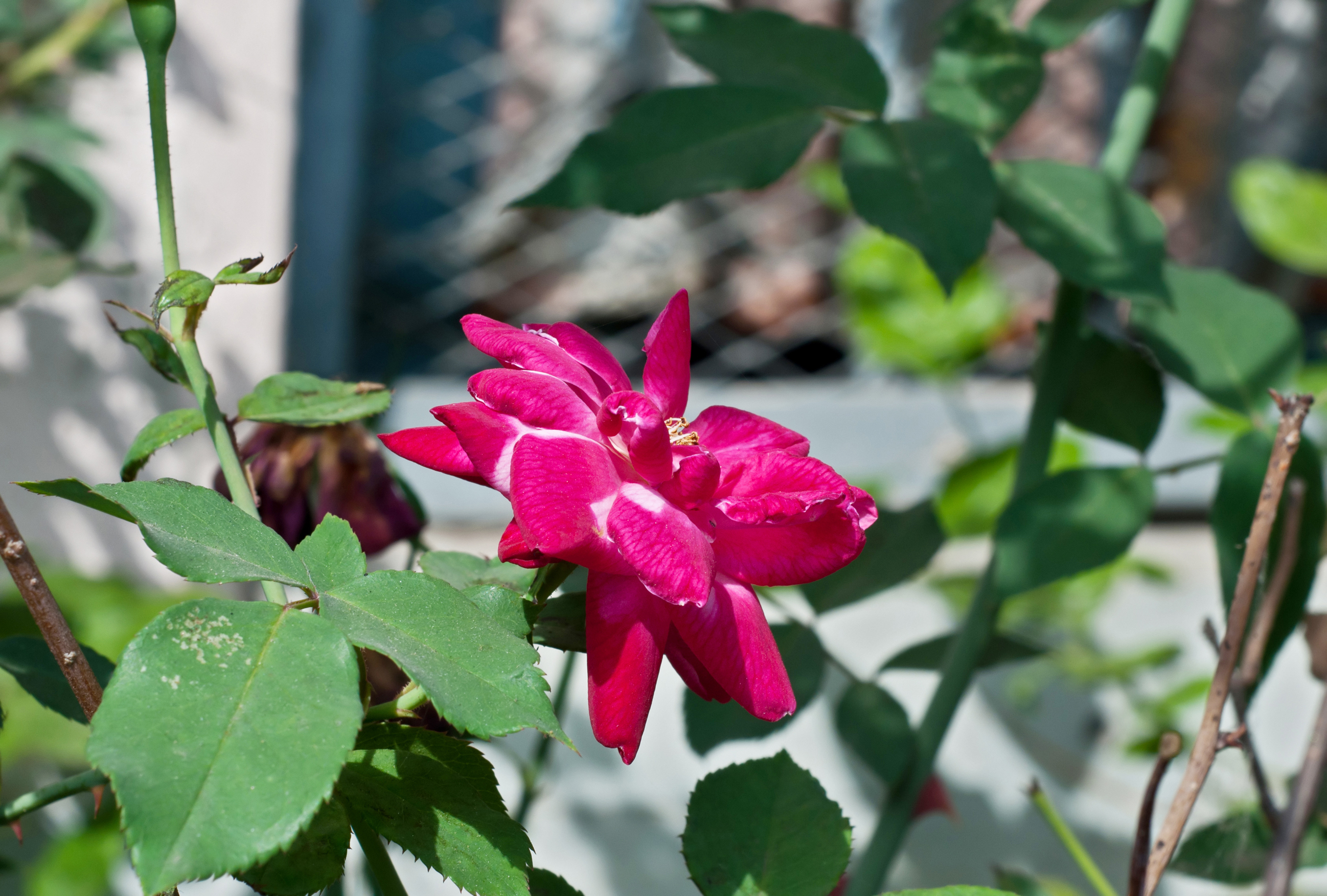
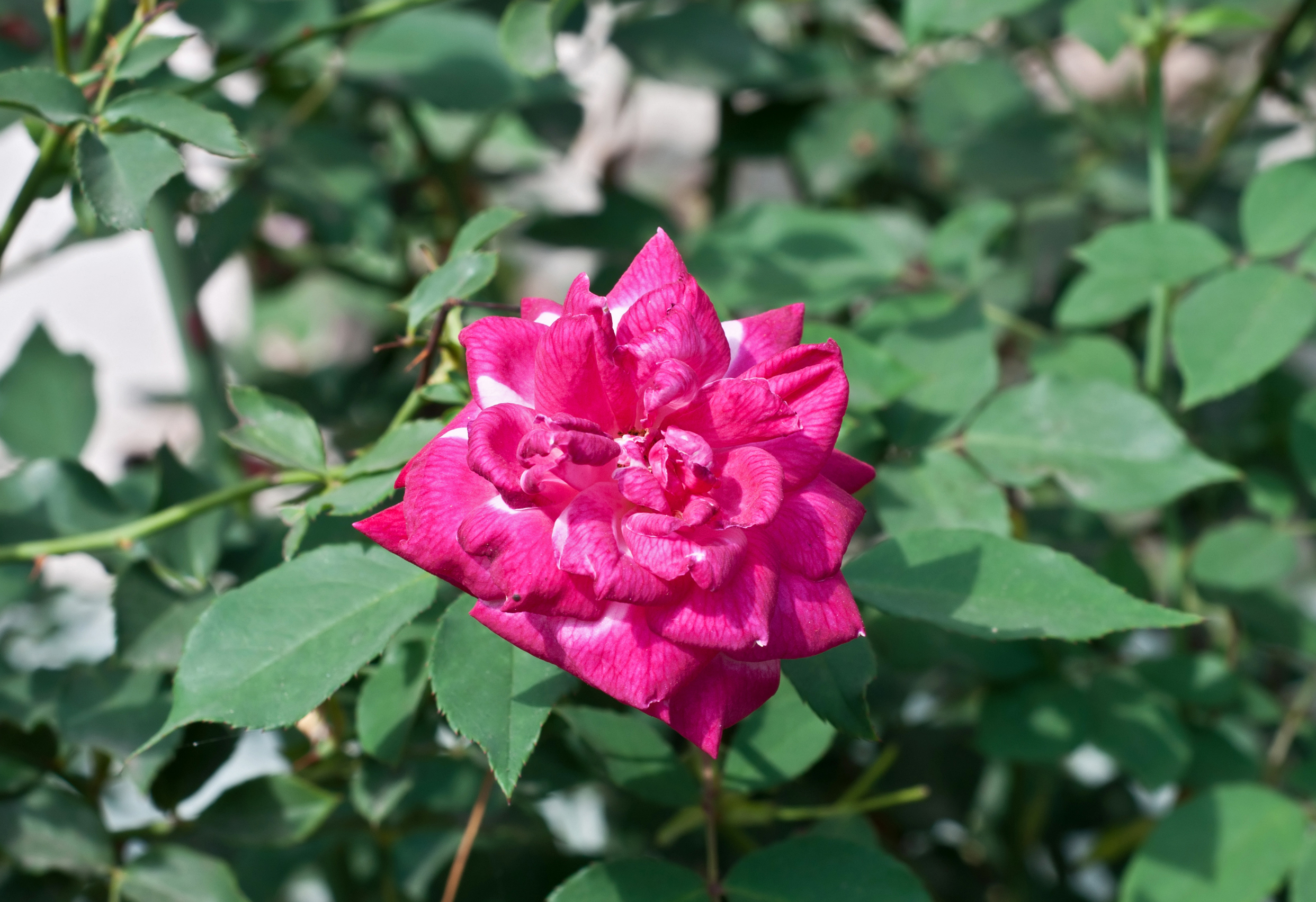
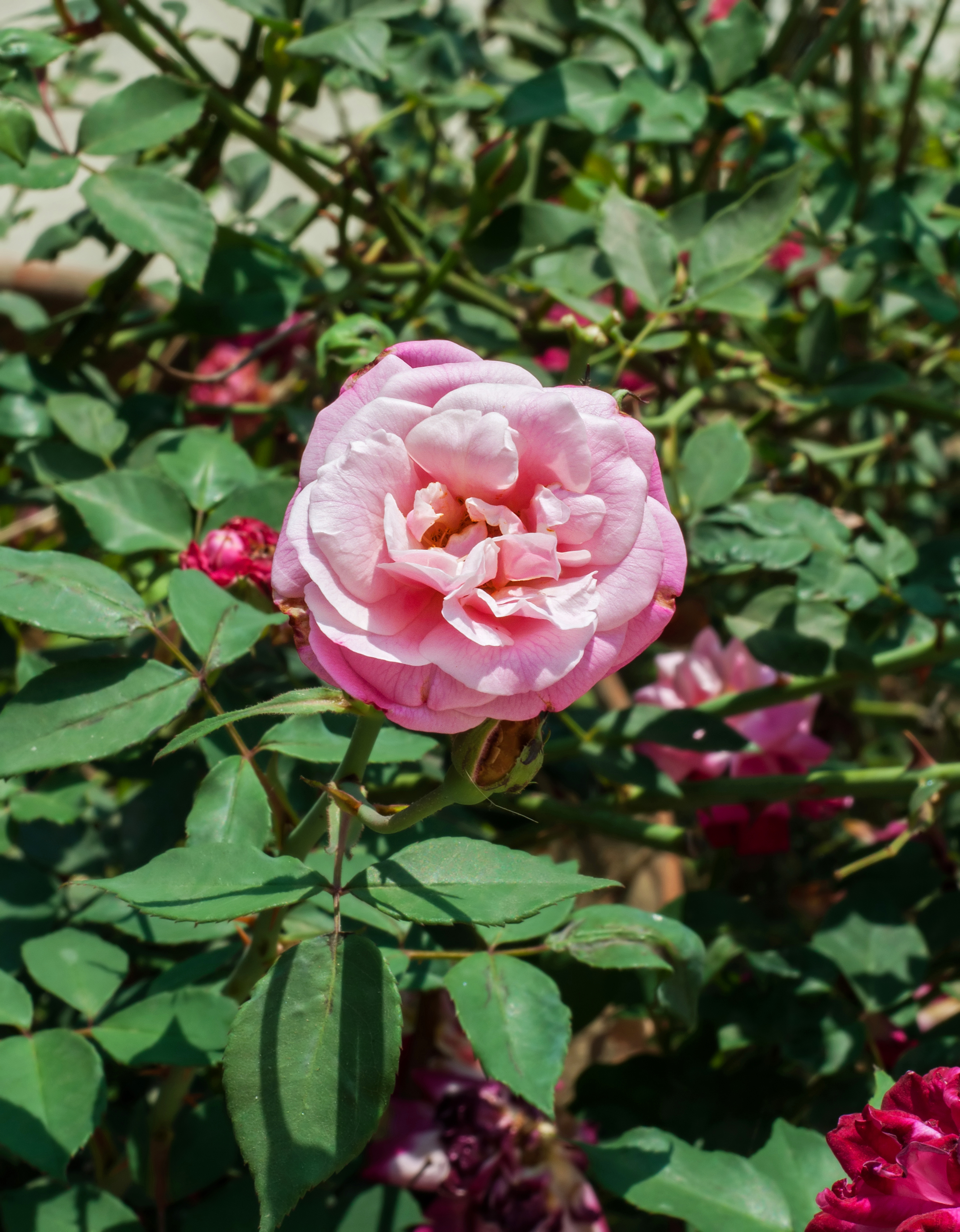